# Ctenuchidia butus
Ctenuchidia butus är en fjärilsart som beskrevs av Fabricius 1787. Ctenuchidia butus ingår i släktet Ctenuchidia och familjen björnspinnare. Inga underarter finns listade i Catalogue of Life.